# Caixa Laietana
Caixa Laietana era una caixa d'estalvis, nom comercial de Caixa d'Estalvis Laietana, que va ser fundada el 8 de febrer de 1863 a Mataró (Maresme) com a Caixa d'Estalvis de Mataró, una caixa que s'havia començat a gestar en una reunió el 8 de juliol de 1859 i que quatre anys més tard esdevindria realitat. Durant la dècada de 1960 va passar a anomenar-se Caixa Laietana. El desembre de 2012 l'entitat es va donar de baixa com a caixa d'estalvis a causa de la pèrdua del seu negoci bancari que realitzava a través del grup Banco Financiero y de Ahorros / Bankia i que va ser nacionalitzat pel govern espanyol.

## Història
Com a entitat d'estalvi, va ser la tercera caixa creada a Catalunya, i va començar a significar-se en diverses iniciatives socials, relacionades amb la construcció de grups escolars i habitatges socials, que requeria el municipi de Mataró.
L'obertura de sucursals va començar el 1935 amb la inauguració d'una oficina a Argentona. L'expansió seguiria a la resta de Catalunya fins a arribar a les 276 oficines l'any 2008.

### Fusió
El juny de l'any 2009, amb l'aprovació del fons de reestructuració bancària (FROB), es van fer contundents els rumors de possibles fusions entre algunes caixes catalanes i l'entitat va iniciar un procés de fusió amb Caixa Penedès.
El preacord de fusió entre les dues caixes estableixia la seu central a Vilafranca del Penedès i una subseu a Mataró. Els acomiadaments podrien afectar el 15% de la plantilla i oficines: uns 600 treballadors i 180 oficines. En els òrgans de decisió que s'havien pactat Caixa Penedès tindria una representació del 63% i Caixa Laietana un 37%. La presidència de la caixa seria rotativa els primers dos anys.
Finalment l'acord va quedar suspès temporalment per ambdues entitats, sense afirmar que la fusió s'hagués anul·lat, però finalment Caixa Laietana ha iniciat un procés de constitució d'un sistema institucional de protecció amb Bancaixa, Caja Ávila, Caja Insular de Canarias, Caja Madrid, Caja Rioja i Caja Segovia. Hom considera que la posició de Laietana en aquesta aliança és molt feble i que a mitjà termini podria ser absorbida per Caja Madrid.
Laietana mantindria el control del negoci en les comarques de Barcelona i Girona, on tradicionalment ha estat present, i cediria el control de la resta d'oficines al nou grup.

### Nacionalització de BFA
Caixa Laietana es va integrar al Sistema Institucional de Protecció (SIP) Banco Financiero y de Ahorros, liderat per Caja Madrid, juntament amb Bancaixa, Caja de Ávila, Caja Segovia, Caja Rioja i La Caja de Canarias. Aquesta operació coneguda, com a fusió freda, va ser controlada per Caja Madrid i posseïa 340.000 milions d'euros en actius i va rebre ajudes del FROB que rondaven els 4.500 millones. El Banco Financiero y de Ahorros va transferir al seu torn el seu negoci a l'entitat filial Bankia i va crear així el tercer grup financer més gran d'Espanya. Es va constituir el 3 de desembre de 2010 i va començar a operar l'1 de gener de 2011.
A causa de la intervenció del Banco Financiero y de Ahorros per part de l'Estat, les set caixes fundadores van perdre la seva participació.

### Preferents
Des de l'octubre de 2002, Caixa Laietana va emetre participacions preferents. El març de 2012 el 90% dels preferentistes de l'entitat bancària van canviar les preferents per accions de Bankia, ja que els van assegurar que si no ho feien, ho perdrien tot, segons denuncien els afectats. Tanmateix, mesos després, aquelles accions gairebé no tenien cap valor. El 22 de gener de 2014 comparaixeran com a querellats i imputats els membres de la cúpula de Caixa Laietana, inclosos Josep Ibern i Pere Antoni de Dòria, per la comercialització de participacions preferents arran de la querella presentada per dues famílies que denunciaren que la sucursal bancària va abusar de la seva confiança per «orientar a petits estalviadors un producte financer reservat a inversors qualificats».

### Transformació en fundació
El 23 d'abril de 2013 es va produir la transformació de l'Obra Social de la Caixa Laietana en Fundació Iluro, fundació privada especial, en compliment de la llei 9/2012 de 14 de novembre, de reestructuració i resolució d'entitats de crèdit. L'acord va ser pres per la comissió gestora nomenada per la Generalitat de Catalunya per complir amb la normativa per a l'obra social de les caixes que es van desvincular de l'activitat financera. La Fundació Iluro, que pren el seu nom de la ciutat romana que va donar origen a l'actual Mataró (seu històrica de Caixa Laietana), administra els fons de l'obra social de l'anterior entitat, mantenint el focus en l'atenció social i la cultura.